# Тервеничи
Тервеничи — деревня в Алёховщинском сельском поселении Лодейнопольского района Ленинградской области.

## История
Согласно материалам по статистике народного хозяйства Новоладожского уезда 1891 года имение Тервиничи площадью 94 десятины принадлежало крестьянину Архангельской губернии А. В. Кузнецову, имение было приобретено в 1881 году за 700 рублей.
В конце XIX — начале XX века деревня административно относилась к Красноборской волости 2-го стана 2-го земского участка Тихвинского уезда Новгородской губернии.

ТЕРВИНИЧИ — погост на церковной земле, число дворов — 9, число домов — 11, число жителей: 8 м. п., 13 ж. п.; 

Занятие жителей — церковное служение. Озеро Тервинское . (1910 год)

С 1917 по 1918 год деревня Барково (Тервиничи) входила в состав Красноборской волости Тихвинского уезда Новгородской губернии.
С 1918 года в составе Череповецкой губернии.
С августа 1927 года в составе Тервиничского сельсовета Оятского района.
Согласно карте Ленинградской области Северо-западного аэрогеодезического треста ГГУ издания 1932 года деревня называлась Погост Тервиничи и насчитывала 3 крестьянских двора.
По данным 1936 года в состав Тервеничского сельсовета с центром в деревне Тервеничи входили 7 населённых пунктов, 294 хозяйства и 7 колхозов.

Деревня Тервеничи на карте РККА 1940 года

Согласно карте РККА 1940 года деревня называлась Тервиничи, в деревне находилась церковь.
С 1955 года в составе Лодейнопольского района.
В 1961 году население деревни составляло 238 человек.
По данным 1966 и 1973 годов деревня Тервеничи также входила в состав Тервенического сельсовета и являлась его административным центром.
По данным 1990 года деревня Тервеничи являлась административным центром Тервенического сельсовета, в который входили 20 населённых пунктов, общей численностью населения 728 человек. В самой деревне Тервеничи проживали 364 человека.
В 1997 году в деревне Тервеничи Тервенической волости проживали 374 человека, в 2002 году — 409 человек (русские — 85 %).
В 2007 году в деревне Тервеничи Алёховщинского СП проживали 298 человек, в 2010 году — 307, в 2014 году — 281 человек.

## География
Деревня расположена в восточной части района на автодороге 41К-019 (Явшиницы — Ганьково) в месте примыкания к ней автодороги 41К-240 (Тервеничи — Ребовичи). 
Расстояние до административного центра поселения — 18 км. Расстояние до районного центра — 66 км.
Расстояние до ближайшей железнодорожной станции Лодейное Поле — 66 км.
Деревня находится на западном берегу Погостского озера. К югу от деревни расположен исток реки Шадьма.

## Демография
| 1910 | 1961 | 1990 | 1997 | 2007 | 2010 | 2014 |
| ---- | ---- | ---- | ---- | ---- | ---- | ---- |
| 21   | ↗238 | ↗364 | ↗374 | ↘298 | ↗307 | ↘281 |
| 2015 | 2016 | 2017 |      |      |      |      |
| ↘279 | ↗285 | ↘283 |      |      |      |      |

### Национальный состав
Согласно данным Всероссийской переписи населения 2021 года в деревне проживали 216 человек, из них:
 русские — 213, грузины — 3 человека.

## Инфраструктура
На 1 января 2014 года в деревне было зарегистрировано: хозяйств — 115, частных жилых домов — 82
На 1 января 2015 года в деревне зарегистрировано: хозяйств — 117, жителей — 279.

## Достопримечательности
- Покрово-Тервенический женский монастырь, год основания 1991, действующий[22].
- Часовня, 2008 года постройки, каменная, действующая[23].
- Часовня (купальная), 2008 года постройки, каменная, действующая[24].
- Церковь Антония и Феодосия Печерских, 2003 года постройки, каменная, действующая[25].
- Церковь Покрова Пресвятой Богородицы, 1861 года постройки, каменная, действующая[26].
- Часовня Воскресения Христова на монастырском кладбище, 2007 года постройки, деревянная, действующая[27].
- Часовня Георгия Победоносца в подсобном хозяйстве, 2007 года постройки, деревянная, действующая[28].
- Часовня Троицы Живоначальной, 1997 года постройки, каменная, действующая[29].
- Часовня над источником, 2000 года постройки, каменная, действующая[30].

Покрово-Тервенический монастырь
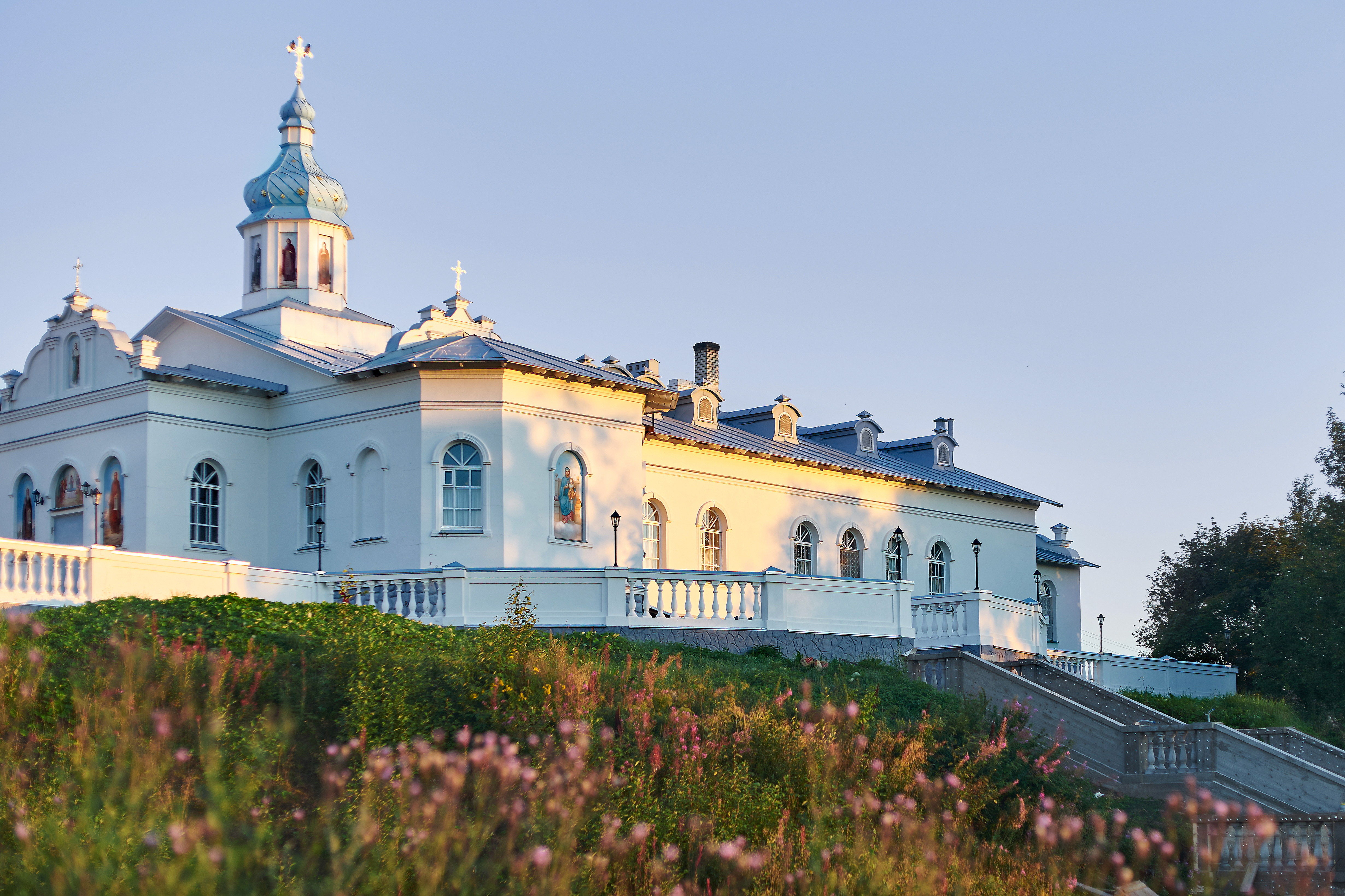
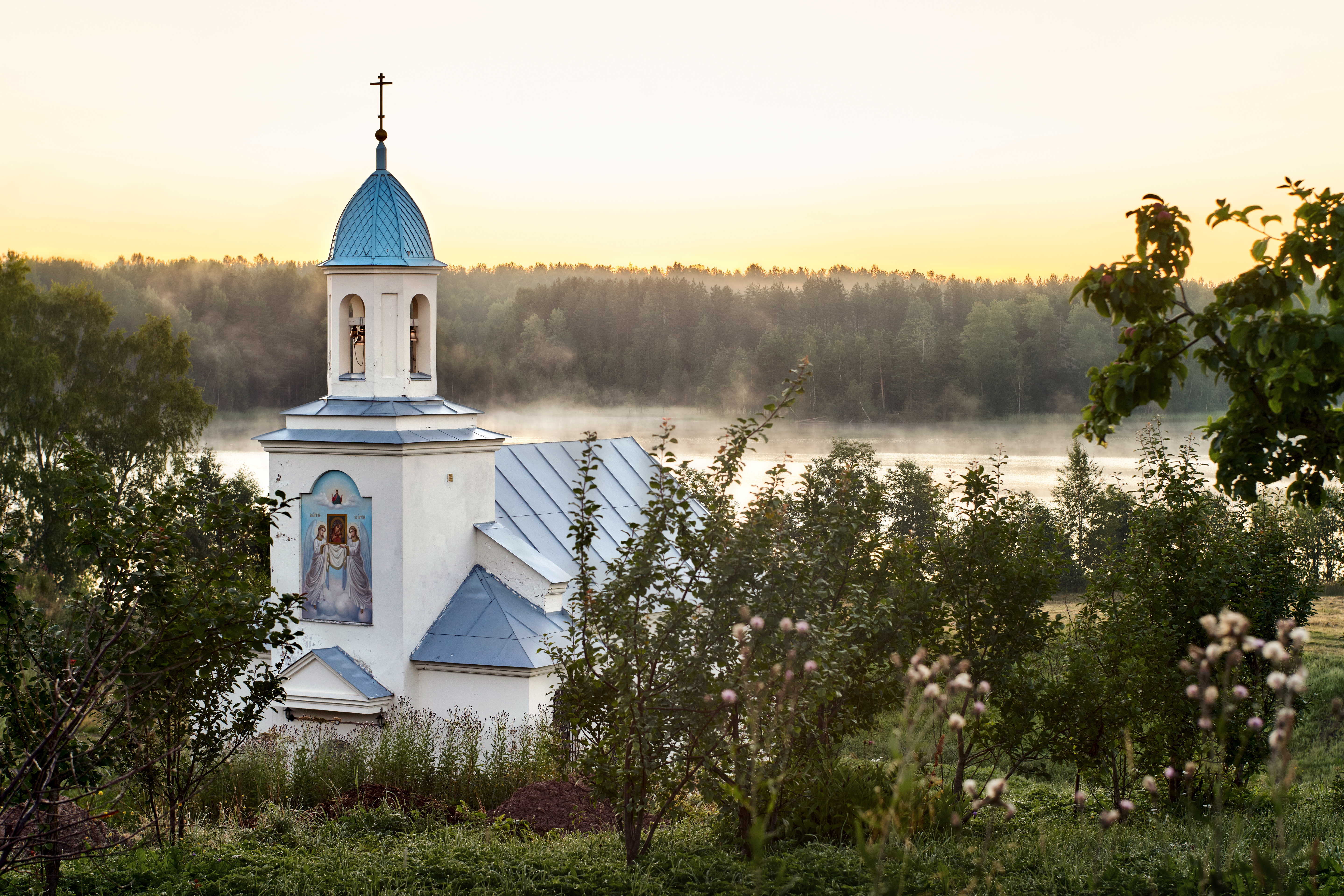
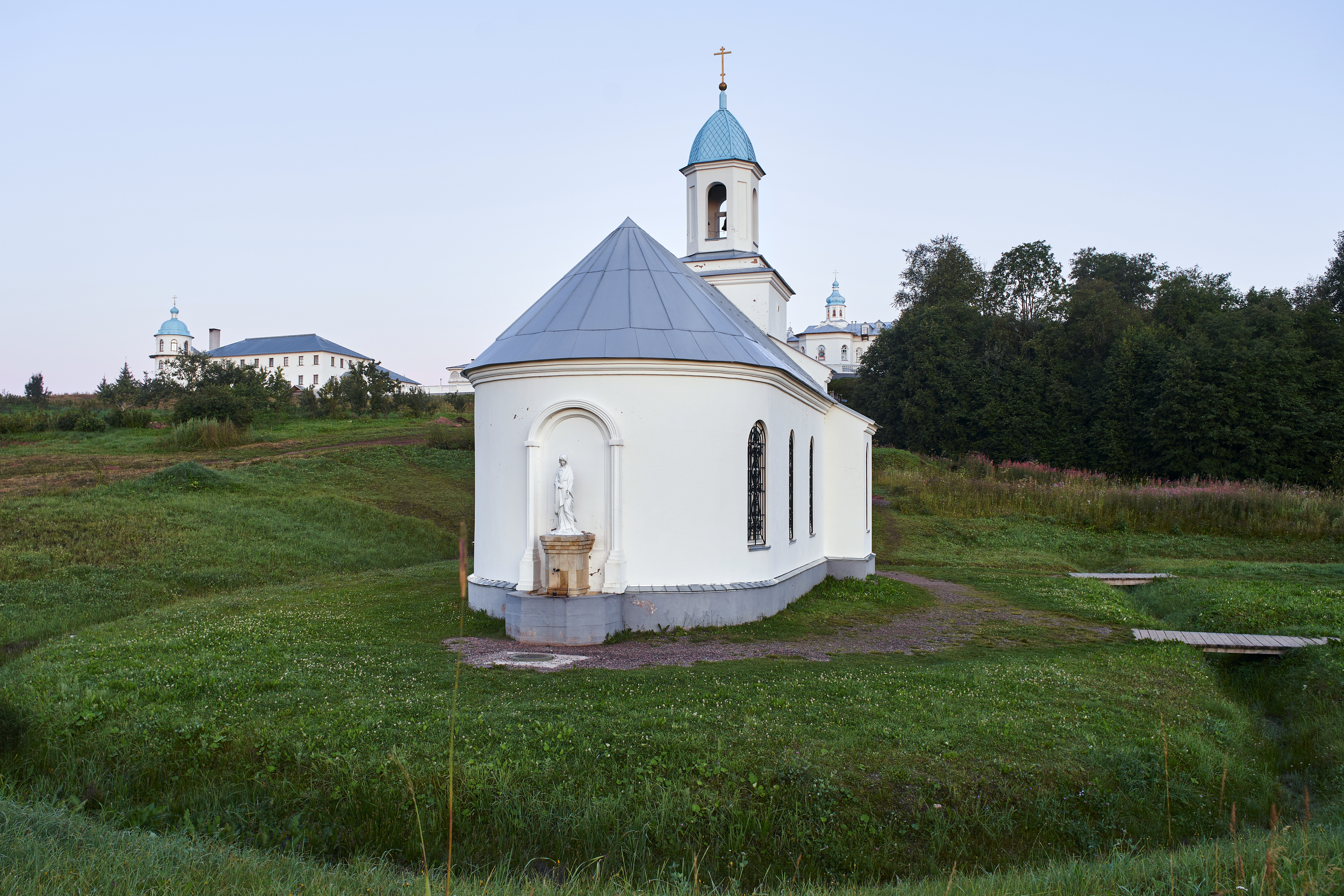
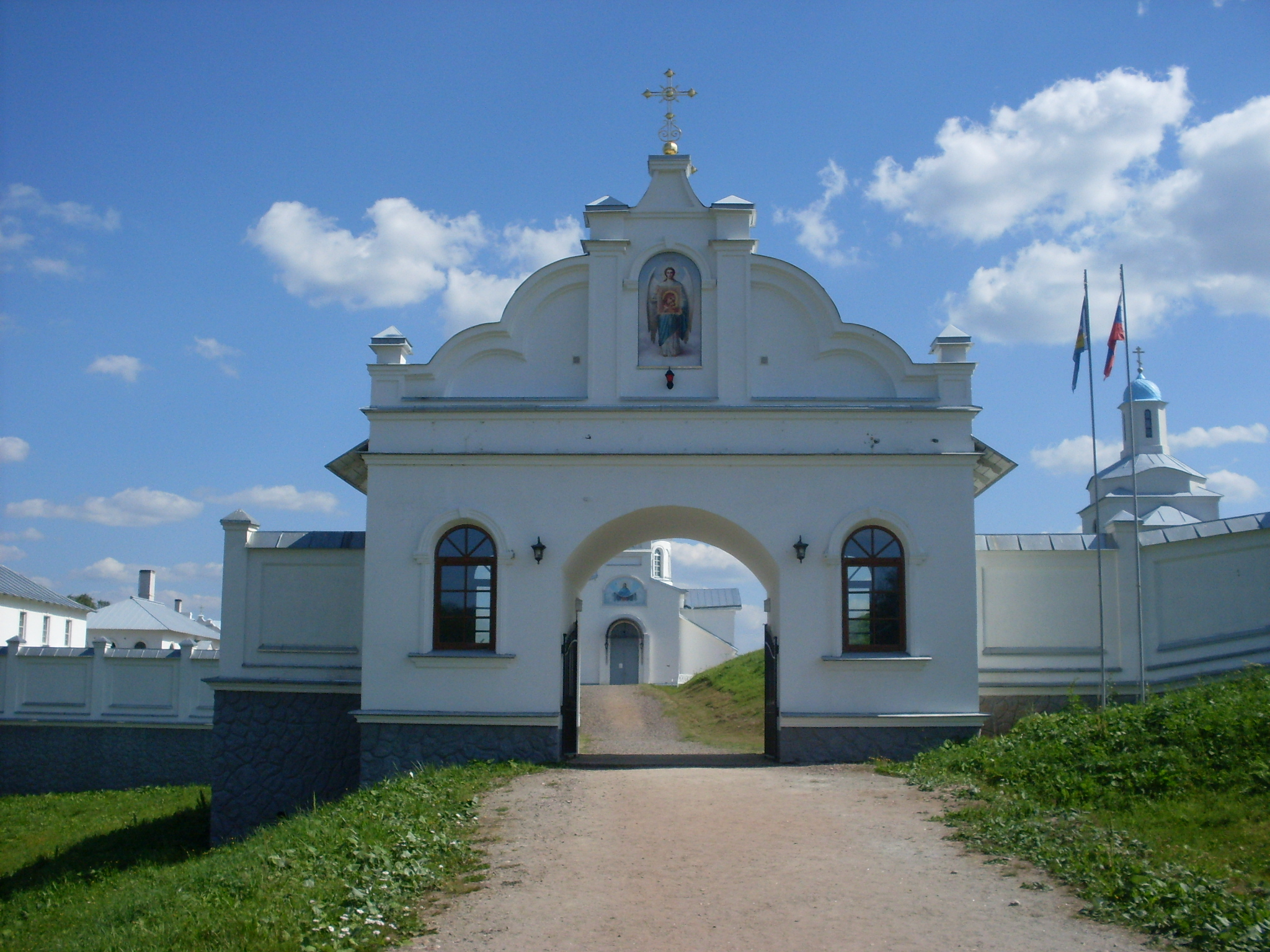

## Улицы
Нагорная, Народная, Озёрная, Свинокомплекс, Центральная, Школьная.